# Godoya antioquiensis
Godoya antioquiensis là một loài thực vật có hoa trong họ Ochnaceae. Loài này được Planch. mô tả khoa học đầu tiên năm 1846.